# Ptychomitrium isoskelos
Ptychomitrium isoskelos là một loài rêu trong họ Ptychomitriaceae. Loài này được (Duby) Paris mô tả khoa học đầu tiên năm 1898.